# Edward Krzywy
Edward Mieczysław Krzywy (ur. 6 marca 1939 we Lwowie, zm. 20 stycznia 2018 w Szczecinie) – polski profesor nauk rolniczych w zakresie agronomii, chemii rolnej oraz ochrony i kształtowania środowiska, nauczyciel akademicki

## Życiorys
Edward Krzywy ukończył studia na Wydziale Rolniczym Wyższej Szkoły Rolniczej w Szczecinie w 1963 z dyplomem magistra inżyniera rolnictwa. Bezpośrednio po studiach został zatrudniony jako nauczyciel akademicki na macierzystym Wydziale, gdzie przeszedł przez wszystkie stopnie kariery naukowej, począwszy od stanowiska asystenta stażysty (1963–1964) przez stanowisko asystenta (1964–1969),  starszego asystenta (1966–1969), adiunkta (1969–1979), docenta (1979–1988), profesora nadzwyczajnego (1988–1998) do stanowiska profesora zwyczajnego nadanego przez Ministra Edukacji Narodowej w 1998. W latach 1969–1970 odbył staż naukowy w University of Kentucky (USA). 
W 1968 otrzymał stopień doktora nauk rolniczych po obronie pracy Studia nad dynamiką przemian azotu i wartością nawozową obornika w zależności od różnych okresów i terminów występowania suszy (promotor: prof. dr Marian Niklewski). Stopień doktora habilitowanego otrzymał w 1978 na podstawie rozprawy Wpływ zabiegów agrotechnicznych i nawożenia na plony i skład chemiczny runi łąkowej z łąk murszowo-torfowych położonych nad Zalewem Szczecińskim. Tytuł profesora nadzwyczajnego nauk rolniczych otrzymał w 1988. Od 1979 pełnił funkcję kierownika Katedry Chemii Rolnej, przekształconą w 2003 Katedrę Chemii Środowiska. W latach 1983-1984 i 1987-1990 pełnił funkcję prorektora Akademii Rolniczej w Szczecinie. Był ponadto współorganizatorem i rektorem Wyższej Szkoły Zawodowej w Kostrzynie nad Odrą (2002-2005).  
W 2001 Białoruska Akademia Rolnicza w Gorkach nadała mu tytuł doktora honoris causa. 
Został pochowany 25 stycznia 2018 na Cmentarzu Centralnym w Szczecinie (kw. 67B/2/3). 

## Praca naukowo-dydaktyczna
Edward Krzywy specjalizował się w zagadnieniach związanych z chemią rolną, nawożeniem roślin i gleb, wykorzystaniem do produkcji nawozów różnych substancji i odpadów (komunalnych, przemysłowych i pochodzenia rolniczego) oraz chemią środowiska. Prowadził badania dotyczące współdziałania nawozów naturalnych, organicznych i mineralnych w kształtowaniu wielkości i jakości plonów roślin. Wyniki tych badań były podstawą opracowaniu zasad technologii stosowania nawozów naturalnych, organicznych i mineralnych w warunkach środowiskowych Pomorza  Zachodniego i kraju. Opracował technologię produkcji granulowanych nawozów organiczno-mineralnych z odpadów komunalnych i przemysłowych; nawozy te zostały z powodzeniem przetestowane w doświadczeniach wegetacyjnych. Współpracował m.in. z fabryką nawozów Fosfan.  
Profesor Edward Krzywy jest autorem lub współautorem 376 prac, w tym 267 oryginalnych prac naukowych, 9 podręczników i skryptów, 9 prac dydaktycznych, 72 prac popularnonaukowych. Napisał 232 ekspertyzy i opinie dla potrzeb gospodarki narodowej i sądownictwa. Wypromował 19 doktorów (w tym 2 z zagranicy), był także promotorem 2 doktorów honoris causa. Wykonał także wiele recenzji na tytuły i stopnie naukowe. Był kierownikiem projektu badawczo-rozwojowego, 6 projektów autorskich, 6 projektów promotorskich oraz wykonawcą 7 projektów autorskich finansowanych przez Komitet Badań Naukowych oraz Ministerstwo Nauki i Szkolnictwa Wyższego. 

## Wybrane publikacje
- Wpływ zabiegów agrotechnicznych i nawożenia na plony i skład chemiczny runi łąkowej z łąk murszowo-torfowych położonych nad Zalewem Szczecińskim. Wydaw. Akademii Rolniczej w Szczecinie 1978, Rozprawy, 58, 90 ss.
- Przyrodnicze zagospodarowanie ścieków i osadów. Wydawnictwo Akademii Rolniczej 1999, 145 ss. ISBN 9788387327729
- Nawożenie gleb i roślin. Wydaw. Nauk. Akademii Rolniczej w Szczecinie 2000 ISBN 9788387327286
- Wpływ odpadów FeSO4∙7H2O i fosfogipsu na zawartość w glebie siarki, żelaza, kadmu i niklu. „Zesz. Probl. Nauk Rol.” 2000, 472, s. 443–448[11] (wsp. W. Jakubowski)
- Gospodarka ściekami i osadami ściekowymi. Wydaw. Nauk. Akademii Rolniczej w Szczecinie 2004, 186 ss. (wsp. Anna Iżewska). ISBN 9788373170803
- Żywienie roślin. Wydaw. Nauk. Akademii Rolniczej w Szczecinie 2007, 170 ss. ISBN 83-7317-03-83
- Wpływ różnych odpadów wchodzących w skład granulatów nawozowych na koncentrację metali ciężkich w roślinach. „Chemik” 2013, 67, 7, s.628-635 (wsp. Ewa Możdżer)[12]

## Odznaczenia i nagrody[1]
- Krzyż Kawalerski Orderu Odrodzenia Polski (1989)
- Złoty Krzyż Zasługi (1984)
- Srebrny Krzyż Zasługi (1976)
- Medal Komisji Edukacji Narodowej (1979)
- medal „Zasłużony dla województw: szczecińskiego, koszalińskiego, słupskiego i gorzowskiego”
- 8 odznaczeń różnych resortów gospodarki narodowej
- 2 nagrody Ministra Edukacji Narodowej (1976, 1979)
- nagrody wojewody szczecińskiego (1987) i wojewody pilskiego (1988)
- 23 nagrody rektora Akademii Rolniczej w Szczecinie
- doktor honoris causa Białoruskiej Akademii Rolniczej w Gorkach (2001)
- profesor honorowy Uniwersytetu Warmińsko-Mazurskiego w Olsztynie  (2008),
- profesor honorowy Uniwersytetu Rolniczego w Ałmaty w Kazachstanie (2010)
- Laur Wydziału V Polskiej Akademii Nauk „Za wybitny wkład w rozwój nauk rolniczych (2009)
- honorowy agrochemik Instytutu Gleboznawstwa im. Prianisznikowa w Moskwie (2010)